# Поминаевка (Тамбовская область)
Поминаевка — железнодорожный разъезд (населённый пункт) в Пичаевском районе Тамбовской области России. Входит в состав Липовского сельсовета.

## География
Находится в северо-восточной части Тамбовской области, в лесостепной зоне, при железнодорожной линии Моршанск — Пенза, на расстоянии примерно 18 километров (по прямой) к востоку от села Пичаева, административного центра района. Абсолютная высота — 204 метра над уровнем моря.

### Климат
Климат умеренно континентальный, относительно сухой, с холодной продолжительной зимой и тёплым летом. Средняя температура воздуха самого холодного месяца (января) — −11,3 °C (абсолютный минимум — −43 °C); самого тёплого месяца (июля) — 19,7 °C (абсолютный максимум — 39 °С). Период с положительной температурой выше 10 °C длится 145 дней. Среднегодовое количество атмосферных осадков составляет около 550 мм. Продолжительность залегания снежного покрова составляет в среднем 138 дней.

### Часовой пояс
Поминаевка, как и вся Тамбовская область, находится в часовой зоне МСК (московское время). Смещение применяемого времени относительно UTC составляет +3:00.

## Население
| 2010 |
| ---- |
| 4    |

### Половой состав
По данным Всероссийской переписи населения 2010 года в гендерной структуре населения мужчины составляли 50 %, женщины — соответственно также 50 %.

### Национальный состав
Согласно результатам переписи 2002 года, в национальной структуре населения русские составляли 100 % из 4 чел.